# Amelia Tonon
Amelia Tonon (1899-1961) fue una entomóloga italiana que investigó los gusanos de seda, sus huevos y su apareamiento. También patentó una técnica para teñir embriones.

## Vida y obra
Amelia Tonon nació en Trieste el 23 de marzo de 1899 (Trieste actualmente forma parte de Italia, pero en ese momento la ciudad formaba parte de la monarquía de los Habsburgo). Cuando era adolescente, se mudó a Padua, Italia, donde se graduó en ciencias naturales en la Universidad de Padua.
En 1923 trabajó temporalmente como investigadora en la Estación Zoológica Experimental de la Universidad de Padua. En julio siguiente compitió por una versión permanente de su puesto y ganó. Más tarde, también obtuvo su licencia y agregó credenciales docentes a su conjunto de habilidades. En 1928 pasó tres semanas como investigadora visitante en la Estación Zoológica de Nápoles. Exceptuando su estancia en Nápoles, Tonon trabajó exclusivamente en la Estación Zoológica de Padua. Allí realizó experimentos especializándose en la conservación y tratamiento de huevos de gusanos de seda . Más concretamente, analizó la evolución y fisiología de las células vitelinas en relación con sus actividades; se ocupó de anomalías embrionarias en las etapas de desarrollo; se centró en el fenómeno del albinismo y sus relaciones en la vida larvaria. Recibió una patente para su nuevo método de teñir embriones. Cuando otros investigadores comenzaron a utilizar la técnica de Tonon, pudieron controlar más fácilmente el desarrollo de un embrión. Además de los embriones, Tonon también estaba interesada en los huevos de gusanos de seda y su reacción a la exposición a los rayos ultravioleta y al alquitrán de vapor. Sus últimos trabajos de investigación se centraron en los posibles cruces de diferentes razas de gusanos de seda: también logró buenos resultados seleccionando razas valiosas. También estudió la estructura de las yemas de las moreras . Murió en 1961  el 21 de agosto, en Padua.

## Trabajos seleccionados
- Tonon, A. (1925) (con G. Teodoro) Tecnica per lo studio microscopico del Bombyx mori, (Técnica para el estudio microscópico de Bombyx mori) «Bollettino di Sericoltura», A. XXXII, n. 9. Anomalie embrionali nei lepidotteri Bombyx mori, «Atti e memorie della Regia Accademia di Scienze, Lettere e Arti di Padova», 1924, vol. l.
- Tonon, A. (1926). Variabilidad de los caratteri embriologici nell'uovo di Filugello durante la diapausa . ( Variabilidad de caracteres embriológicos en el huevo del gusano de seda durante la diapausa ). Gráfico Carlo Ferrari.